# O mie și una de nopți

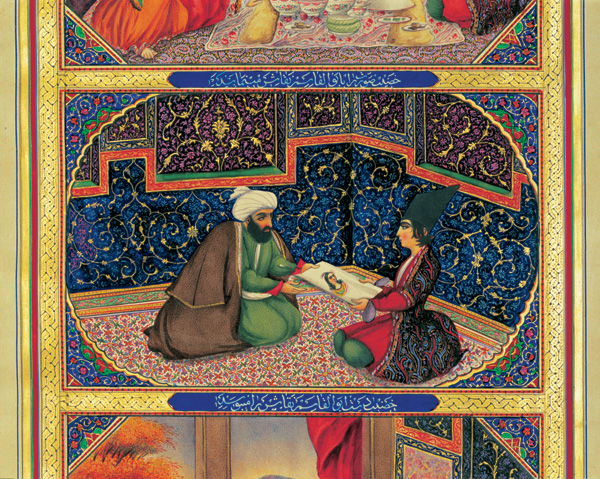
Ilustrație din O mie și una de nopți, 1849-1856

O mie și una de nopți (arabă كتاب ألف ليلة وليلة, kitāb 'alf layla wa-layla; persană هزار و یک شب, Hezār-o yek šab) este o antologie de povești culese de-a lungul secolelor de diferiți autori, traducători și literați din diferite țări.

## Origini
Această culegere de povești își are originile în vechea Arabie și Yemen, India antică, Asia Mică, vechea Persie (în special Imperiul sasanid), Egiptul Antic, mitologia din vechea Mesopotamie, vechea Sirie și povestirile populare medievale arabice din era Califatelor, în ciuda faptului că cel mai vechi manuscris arabic datează din secolul al XIV-lea, iar cărțile de știință în general datează din 800-900 d.Hr.
Nucleul acestor povestiri este format de o carte antică persană, intitulată Hazār Afsān (arabă هزار افسان, ; în persană: هزارافسانه lit. O mie de povești). Compilatorul și traducătorul acestor povestiri în arabă este povestitorul Abu abd-Allah Muhammed el-Gahșigar, care a trăit, aproximativ, în secolul al IX-lea. Istoria Șeherezadei, ce servește de cadru celorlalte povestiri, se pare că a fost adăugată în secolul al XIV-lea. Prima compilație arabică modernă, elaborată cu materiale egiptene, s-a publicat în Cairo în 1835.
A cauzat un impact mare în Occident în secolul al XIX-lea, o epocă în care au început să fie de mare anvergură expedițiile și investigațiile geografice și descoperirea de culturi exotice. În realitate, O mie și una nopți s-a tradus pentru prima oară în 1704, dar acea primă versiune franceză, aparținând lui Antoine Galland, era o adaptare, un text "curățat" de actele de adulter și faptele sângeroase cu care abundă opera. Una din traducerile ce au ajuns populare a fost cea a lui Richard Francis Burton, diplomat, militar, explorator și împătimit al culturii africane.

## Structură
Ce e comun tuturor edițiilor celor O mie și Una de Nopți este istoria inițială a formei narative: personajele regele Shahryar sau Shahryār (din persană شهريار, însemnând rege, conducător) și soția sa Șeherezada (din persană شهرزاده, însemnând de origine nobilă) și narația, un deviz incorporând poveștile în sine. Poveștile provin din povestea originală; unele sunt incorporate în alte povești, în timp ce altele încep și se termină independente unele de altele. Unele ediții conțin doar câteva sute de "nopți", în timp ce altele includ 1001 sau chiar mai multe „nopți”.
Colecția sau cel puțin câteva dintre povești desprinse au devenit cunoscute în Occident în timpul secolului XIX, după ce a fost tradusă — prima ediție în franceză și pe urmă în engleză și alte limbi europene. La acea vreme a preluat titlul englez Arabian Nights' Entertainment sau simplu Arabian Nights — Nopți arabe. Cele mai cunoscute povestiri din O mie și una de nopți includ „Aladin și lampa fermecată”, „Ali Baba și cei 40 de hoți”, „Cele șapte călătorii ale lui Sinbad marinarul”.
Ironia constă în faptul că exact aceste povestiri nu erau parte din „Nopțile” în versiunea sa arabă, ci au fost incorporate în colecție de traducătorii europeni.

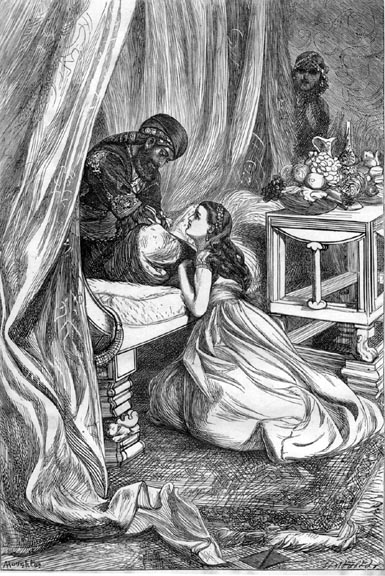
„Sultanul o iartă pe Șeherezada”, de Arthur Boyd Houghton (1836–1875)

## Caracteristici
Povestirea principală este despre Regele persan și noua sa mireasă. Regele, Shahryar, după ce a descoperit infidelitatea primei sale soții a executat-o și a declarat toate femeile ca fiind infidele. A urmat o succesiune de căsătorii cu virgine, doar pentru a le executa în dimineața următoare nunții. În cele din urmă, vizirul său nu a mai găsit nici o virgină. Șeherezada, fiica vizirului, s-a oferit pe sine ca să fie următoarea mireasă, iar tatăl său a acceptat cu greu de nevoie. În noaptea nunții, Șeherezada îi spune regelui o poveste, doar că nu o termină. Regele în așa fel este obligat de curiozitate să o lase în viață ca să poată afla finalul poveștii. În noaptea următoare, imediat ce termină de spus povestea, începe alta, repetând astfel obiceiul 1001 de nopți. În final, ea dă naștere a trei fii, iar după cele 1001 de nopți, sultanul îi anulează pedeapsa cu moartea și trăiesc fericiți (acesta fiind finalul cu care se încheie prima povestire, cea a Șeherezadei).
Poveștile sunt diverse: includ povestiri istorice, povestiri de dragoste, comedii, tragedii, legende religioase, poeme, parodii și diferite forme erotice. Numeroase povestiri includ Djinni, magicieni și locuri legendare, ce interfereaza cu persoane reale în locuri reale; istoricul calif Harun al-Rashid este un protagonist comun, ca și Abu Nuwas, poet de curte despre care se crede ca fiind de asemenea o persoană reală, precum și vizirul califului, Ja'far al-Barmaki. Câteodată, personajele din povestirile Șeherezadei încep să spună altor personaje o poveste proprie, și acea poveste poate conține o alta, rezultatul fiind o bogată textură narativă a întregii opere.
Diferitele versiuni prezintă diferite detalii sau sfârșituri (în unele Șeherezada își cere iertare, în altele regele își vede propriii copii și decide să nu-și execute soția, iar altele sunt doar cu scop de a-l zăpăci pe rege) dar toate se termină când regele își iartă soția și îi cruță viața.
Standardele narative pentru ceea ce constituie punctul culminant par mai vaste decât în literatura modernă. În timp ce în cele mai multe cazuri o povestire este oprită atunci când eroul principal se află în pericol de a-și pierde viața sau orice alt necaz mare, în alte cazuri Șeherezada oprește povestirea în mijlocul unei prezentări abstracte a unor principii filozofice sau puncte complexe ale filozofiei islamice, astfel demonstrând prin toate povestirile că este justificată mentalitatea sa de a se folosi de curiozitatea regelui pentru ceea ce va urma noaptea următoare ca să câștige încă o zi în viață.

## Istorie și versiuni

### Influențe timpurii

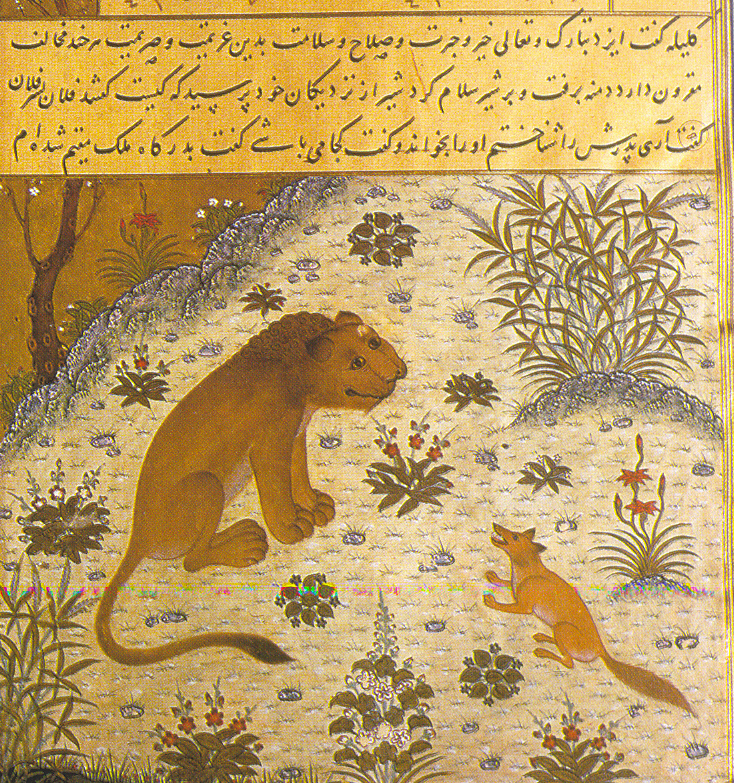
O pagină din Kelileh va Demneh datată din 1429, de la Herat, o traducere persană a Panchatantra — descrierea manipulativului vizir-șef, Dimna, ce încearcă să-și conducă regele intr-un război

Povestirile din colecție pot aparține culturilor indiene, perse, egiptene precum și anticele povestiri tradiționale arabe. Multe povestiri din folclorul indian și cel pers combină povestiri una într-alta, precum și sursele iudaice. Aceste povestiri erau probabil în circulație înainte să fie colectate și unificate într-o singură colecție.
Această lucrare a fost formată mai departe de scribi, povestitori și literați și a fost dezvoltată și transformată într-o colecție de trei distincte capitole de narație în secolul al XV-lea:
1. Poveștile persane influențate de folclorul indian și adaptate în arabă în secolul al X-lea.
2. Povestiri înregistrate de-a lungul secolului al X-lea.
3. Cultura medievală a folclorului egiptean.

Folclorul indian este reprezentat de anumite povestiri despre și cu animale ce reflectă influențele fabulelor din vechea limbă sanscrită. Influențele colecției de povestiri și legende indiene "Baital Pachisi" sunt notabile, de asemenea. Jataka e o colecție de 547 povestiri, ce conține în cea mai mare parte povestiri cu morală sau scopuri etnice. Povestea Boului și a Măgarului și Povestea Comerciantului și a soției sale sunt regăsite în cadrul povestirilor din ambele colecții Jakata și Nopți arabe.
Influențele folclorului din Bagdad este reprezentat de povestirile despre și cu califul abbasid; influența de Cairo este evidențiată de către Cârpaciul Maruf. Povestiri cum ar fi Columnele Iram-ului (misteriosul Ad, orașul Iramului, descris în Coran ) e bazată pe legendele pre-islamice ale peninsulei Arabice; motivele sunt din povestea antică ce vine din Mesopotamia a lui Ghilgameș. Sunt notate, de asemenea, posibile influențe grecești.

### Versiuni
Prima versiune europeană a celor O mie și una de nopți (1704-1717) a fost tradusă în franceză de Antoine Galland dintr-o versiune în arabă și alte surse. Această carte de 12 volume conține O mie și una nopți, povești arabe traduse în franceză, incluzând povestiri ce nu erau în manuscrisul arab original. "Lampa lui Aladin" și "Ali Baba și cei 40 de hoți" au apărut în prima versiune tradusă a lui Galland și nu se regăsesc în manuscrisul original. El a scris că le-ar fi auzit de la un povestitor sirian creștin din Alep, un literat maronit numit "Hanna Diab."
Versiunea lui Galland era foarte populară de-a lungul Europei, iar versiunile mai târzii ale celor O mie și una de nopți au fost publicate de către editorul lui Galland fără consentimentul acestuia. 
O bine-cunoscută versiune tradusă în engleză este acea a lui Richard Francis Burton, intitulată Cartea celor o mie și una de nopți (1885). Spre deosebire de versiunea precedentă, această versiune de 10 volume nu a fost cenzurată. Cu toate că era editată în epoca victoriană, conținea toate nuanțele și subînțelesurile erotice ale surselor materiale saturate cu figuri de stil și aluziile sexuale sau pederastice.
Burton s-a sustras legii victoriene cu un material obscen editând o ediție privată doar pentru abonați destul de aproape de publicarea cărții. Cele 10 volume originale au fost urmate de alte șase intitulate Suplimentarele nopți la cele o mie și una nopți, ce au fost tipărite între 1886 și 1888.
Cea mai recentă versiune a povestirilor o include pe cea franceză a doctorului J. C. Mardrus, tradusă în engleză de Powys Mathers, și în mod remarcabil, o ediție critică bazată pe manuscrisul sirian original din secolul al XIV-lea, aflat în Biblioteca Națională, redactat în arabă de Muhsin Mahdi și interpretat în engleză de Husain Haddawy, fiind cea mai lungă, dar și cea mai bună versiune în limba engleză până în acel moment.
În 2005, academicianul brazilian Mademe Mustafa Jarouche a început publicarea versiunii tradusă în portugheză, bazată pe analiza comparativă a diverse manuscrise arabe. Primele trei volume din cele cinci sau șase planificate au fost publicate cuprinzând varianta siriană completă a cărții (volumele 1 și 2) și parțial versiunea egipteană de mai târziu (volumul 3 și restul).

### De-a lungul timpului

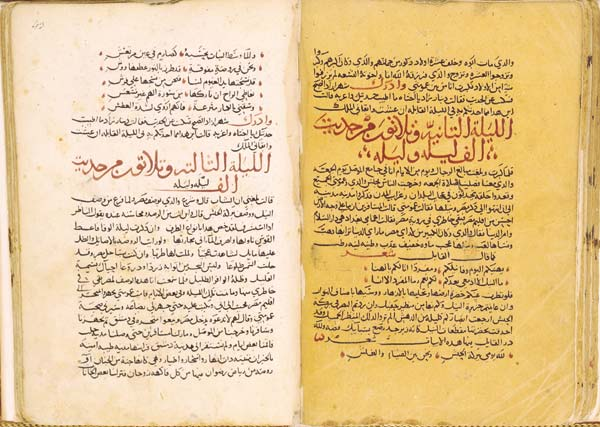
Manuscrisul celor O mie și una nopți, anii 1300

Specialiștii au reunit de-a lungul timpului istoria textului și a apariției celor O mie și una de nopți :
- Cel mai vechi manuscris arab (câteva pagini scrise de mână) din Siria datând din timpuriul an 800 d.Hr., descoperit de academicianul Nabia Abbott în 1948.
- 900; Menționarea "Nopților" în "Fihrist" (Catalog de cărți), Ibn Al-Nadim în Bagdad. Se menționează despre istoria cărții și originile sale persane.
- 900; A doua veche referință la "Nopți" în Muruj Al-Dhahab (Poiana de Aur) al lui Al-Masudi.
- 1000; Mențiune ce se referă la originea persană a numele celor O mie și una Nopți de Qatran Tabrizi în următorul cuplet în persană:

هزار ره صفت هفت خوان و رويين دژ 

فرو شنيدم و خواندم من از هزار افسان
A thousand times, accounts of Rouyin Dezh and Haft Khān 

I heard and read from Hezār Afsān (literally Thousand Fables)
- 1300; Existența manuscrisului sirian în Biblioteca Națională din Paris (conțanând în jur de 300 de povestiri).
- 1704; traducerea franceză a lui Antoine Gallande prima versiune europeană a "Nopților". Volumele apărute mai târziu au fost introduse folosind numele lui Galland în pofida faptului că povestirile erau scrise de persoane necunoscute din ordinul editorului ce dorea să strângă cât mai multă popularitate pentru această ediție.
- 1706; O versiune anonimă tradusă în limba engleză apare în Europa, versiunea "Grub Street".
- 1775; versiunea egipteană a "Nopților" numită "ZER", ediție revizuită de Hermann Zotenberg, ediție ce conține 200 de povestiri (nu s-a păstrat nici un exemplar).
- 1814; Calcutta I, cea mai nouă versiune arabă existentă în versiune tipărită, este publicată de British East India Company. Un al doilea volum a fost tipărit în 1818. Ambele aveau 100 de povestiri fiecare.
- 1825-1838 ; Ediția Breslau/Habicht este publicată în arabă în 8 volume. Christian Maxmilian Habicht (născut în Breslau, Germania, 1775) a colaborat cu tunisianul Murad Al-Najjar și a creat această ediție conținând 1001 de povestiri. Folosind versiunea "Nopți", povestiri din Al-Najjar, și alte povestiri din surse necunoscute, Habicht a publicat versiunea sa în arabă și în germană.
- 1842-1843; Patru adiționale volume de Habicht.
- 1835 versiunea Bulaq; Aceste două volume, tipărite de guvernul egiptean, sunt cea mai veche versiune tipărită (de către o editură), în arabă de un non-european. Este varianta textului ZER.
- 1839-1842; Calcutta II (4 volume) este publicată. S-a reclamat a fi bazată pe un antic manuscris egiptean (ce nu a fost găsit niciodată). Această versiune conține mai multe elemente și povestiri decât versiunea lui Habicht.
- 1838; versiunea Torrens în engleză.
- 1838-1840; Edward William Lane publică traducerea în engleză. Notabil pentru excluderea conținutului ce Lane considera ca fiind "imoral" precum și notele antropologice despre obiceiurile arabe scrise de Lane.
- 1882-1884; Poetul John Payne publică o versiune tradusă în întregime în limba engleză după Calcutta II, adăugând povestiri din Calcutta I și Breslau.
- 1885-1888; Richard Francis Burton publică în engleză o traducere din diverse surse. Versiunea sa accentuează sexualitatea povestirilor cenzurate în traducerea Lane.
- 1889-1904; J. C. Mardrus publică o versiune în limba franceză folosind edițiile Bulaq și Calcutta II.
- 1984; Muhsin Mahdi publică în limba arabă o traducere despre care zice că ar fi copia fidelă a vechii versiuni arabe existente.
- 1990; Husain Haddawy publică în limba engleză o traducere a versiunii lui Mahdi.

## O mie și una de nopțiîn cultura lumii

### Literatură
Influențele "Nopților" în lumea Literaturii sunt imense. Scriitori diverși de la Henry Fielding până la Naghib Mahfuz au făcut referiri la această operă în propriile creații.
Exemple ce conțin influențe:
Edgar Allan Poe a scris „A o mie și doua poveste a Șeherezadei” (1845) ca o povestire separată, denumită „The Thousand and Second Tale of Scheherazade”. Ea descrie cea de-a opta și ultima călătorie a lui Sinbad Marinarul, împreună cu diversele mistere întâlnite de Sinbad și de echipajul său; anomaliile sunt descrise apoi în notele explicative ale povestirii. În timp ce regele este neîncrezător - exceptând cazul elefantului ce ține lumea așezat pe spatele unei broaște țestoase - că toate aceste mistere sunt reale, aceste evenimente s-au petrecut în diverse locuri înainte sau în timpul vieții lui Poe. Povestirea se termină cu dezgustarea atât de profundă a regelui de povestea Șeherezadei încât poruncește ca ea să fie executată a doua zi.
Mihail Sadoveanu a scris "Divanul persian", carte ce are o structură asemănătoare, povestea "Divanului" bazându-se pe întâmplări povestite regelui prin care îi sunt prezentate acestuia diverse ipostaze ale femeii: manipulatoare, șireată și mincinoasă sau cuviinciosă și fidelă, unele spuse chiar de soția regelui, altele, povestite de vizir și de mai marii de la curte în speranța că viața tânărului fiu al regelui se va sfârși sau va fi salvată din mrejele în care îl atrăsese clevetitoarea soție a tatălui său.
Bill Willingham, creatorul seriei de comic Fables, a folosit povestirea celor 1001 Nopți ca bază pentru prefața Fables: 1001 Nights of Snowfall. În carte, Snow White îi povestește sultanului despre Fables, caracter literar magic, pentru a împiedica moartea acestuia.
Două remarcabile novele bazate pe cele 1001 Nopți sunt Arabian Nights and Days – "Nopți și zile arabe", de Naguib Mahfouz și When Dreams Travel – "Când visul călătorește", de Githa Hariharan. Cartea pentru copii The Storyteller's Daughter – "Fiica povestitorului", de Cameron Dokey este, de asemenea, derivată din cele 1001 Nopți.
1001 Nopți a inspirat poezia engleză. Două exemple sunt poemul lui Alfred Tennyson, "Recollections of the Arabian Nights - Recolecții ale nopților arabe" (1830) și cel al lui William Wordsworth "The Prelude - Preludiul" (1805).
The Book of One Thousand and One Nights – "Cartea celor O mie și una Nopți" are un ciudat verișor: The Manuscript Found in Saragossa – "Manuscrisul din Saragossa", de Jan Potocki. Un nobil polonez din a doua jumătate a secolului al XVIII-lea, ce călătorește în Orient pentru a căuta ediția originală a celor 1001 Nopți, fără rezultat. Întorcându-se în Europa, el a scris piesa sa de rezistență, o povestire cadru pe mai multe nivele.
În lucrările sale, argentinianul Jorge Luis Borges face referire adeseori la cele 1001 Nopți.
De asemenea o mare influență are asupra faimoaselor ficțiuni de horror și știință, scriitorul H.P. Lovecraft în primii săi ani în care se imagina pe sine trăind aventurile eroilor din carte. S-a inspirat și în faimosul său "Necronomicon".
În criticile sale asupra adaptării pentru cinema "Metaphors on Vision", avangardistul regizor Stan Brakhage metaforic compară studio-ul de film Hollywood cu povestirile Șeherezadei, numindu-l: "... eroina celor o mie și una nopți (Șeherezada trebuie să fi fost muza celei de-a șaptea arte)...".
În 2005, scenaristul Jason Grote folosea devizul literar al celor O mie și una Nopți pentru a crea 1001, combinând tradiționala povestire a Șeherezadei cu aluzii literare și culturale de la Egipt până la Flaubert, Jorge Luis Borges, "Vertigo" filmul lui Hitchcock și "Thriller"-ul lui Michael Jackson. Caracterele principale alternează între a juca rolurile Șeherezadei și a regelui Shahriyar și cele ale lui Dahna din Palestina și evreul Alan, ce sunt doi studenți îndrăgostiți din modernul New York. Sceneta a avut premiera în Denver în 2006 și a deschis în ediția din octombrie 2007 a periodicului New York City puternice treceri în revistă.
În 2005 novelistul Joseph Covino Jr. adapta povestirile clasice ale celor 1001 Nopți într-o trilogie formată din două părți, intitulată "Arabian Nights Lost: Celestial Verses I & II"  – Pierderea nopților arabe: Versete Celestiale I și II. , 

### Film și televiziune

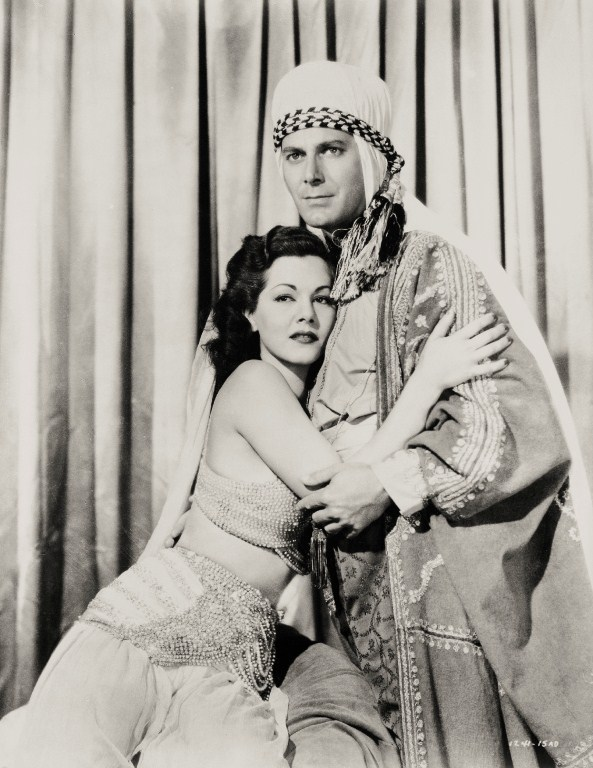
María Montez & Jon Hall în Arabian Nights (1942)

Au existat mai multe adaptări ale "Nopților" pentru televiziune și cinema.
Atmosfera celor O mie și una nopți a influențat filme cum e cel al lui Fritz Lang în 1921 d.C. Der müde Tod, filmul de Hollywood din 1924 The Thief of Bagdad-Hoțul din Bagdad, în rolul principal cu Douglas Fairbanks, și remake-ul britanic al aceluiași din 1940. Diverse povestiri au servit ca sursă de material pentru Aventurile Prințului Achmed (1926), cel mai vechi film de desene animate existent.
Una din variantele bazate pe cele O mie și una nopți, a fost cea din 1942 cu filmul intitulat Arabian Nights ("Nopți arabe"), în rolurile principale Maria Montez – Șeherezada, Sabu Dastagir – Ali Ben Ali și Jon Hall – Harun al-Rashid. Povestirea dă naștere tradiționalei versiuni a cărții. În film, Șeherezada este o dansatoare ce încearcă să-l înfrângă pe califul Harun al-Rashid și se căsătorește cu fratele său. După ce încercarea inițială a Șeherezadei eșuează iar ea e vândută ca sclavă, o așteaptă multe aventuri. Maria Montez și Jon Hall au jucat în rolurile principale în filmul din 1944 Ali Baba și cei 40 de hoți.
În 1959, UPA scoate o versiune animată despre Mr. Magoo, bazată pe cele 1001 Nopți arabe.
Osamu Tezuka a lucrat la două adaptări filmografice, filmul pentru copii Sinbad no Bōken din 1962 și Senya Ichiya Monogatari din 1969, un film de animație pentru adulți.
Cea mai comercială versiune de succes bazată pe 1001 de Nopți a fost Aladdin, filmul de desene animate aparținând companiei Walt Disney, ce avea în rolurile principale vocile lui Scott Weinger și Robin Williams. Filmul a avut diverse continuări sau reluări cum ar fi seria de televiziune Aladdin, aparținând aceleiași companii.
"The Voyages of Sinbad" - Călătoriile lui Sinbad a fost adaptat pentru televiziune și film de multe ori, cea mai recentă fiind versiunea de desene animate din 2003 Sinbad: Legend of the Seven Seas - Sinbad: Legenda celor șapte mări, în rolurile principale având voci ca cele ale lui Brad Pitt și Catherine Zeta-Jones. Poate că cel mai faimos film al lui Sinbad a fost cel din 1958 The Seventh Voyage of Sinbad - A șaptea călătorie a lui Sinbad, produsă de Ray Harryhausen, pionier în tehnica de animație stop-motion (tehnică ce folosește ecrane fotografice cu fotografii reale ale unor obiecte, ce rulate una după alta dau senzația de mișcare proprie; un exemplu este stop-motion cu plastilină).
Un sezon scurt de animație, intitulat "Arabian Knights" (Cavalerii arabi), făcând parte din emisiunea americană pentru copii "The Banana Splits", creată de studioul Hanna-Barbera Productions, a apărut pentru prima dată pe ecrane la 1968-1969. Din partea aceluiași studiou a fost lansat Shazzan (1967-1968), unde un duh, invocat printr-un inel magic medieval, însoțește un frate și o soră într-un periplu de aventuri. 
"Șeherezada" primește rolul principal într-o colecție de episoade animate franțuzești despre aventurile ei, fiind difuzate la 1996. 
O recentă adaptare pentru televiziune, câștigătoare a premiului Emmy, miniseria Arabian Nights - Nopți arabe, regizat de Steve Barron în rolul Șeherezadei cu Mili Avital iar Dougray Scott în cel al lui Shahryar. Original a fost prezentat mai mult de două nopți în 30 aprilie și 11 mai a anului 2000 de către compania ABC în Statele Unite ale Americii și de către BBC One în Regatul Unit.
O altă notabilă versiune a celor 1001 Nopți include faimosul film italian Il fiore delle mille e una notte de Pier Paolo Pasolini din 1974 și filmul francez din 1990 Les 1001 nuits, în care Catherine Zeta-Jones își face debutul în cinematografie în rolul Șeherezadei. Mai există numeroase producții Bollywood, incluzând Aladdin and Sinbad.
În această versiune cei doi eroi se întâlnesc și își împărtășesc unul altuia aventurile; duhul lămpii este o femeie, iar Aladdin se căsătorește cu ea în loc de prințesă.

### Muzică
Muzica cultă
În 1848, compozitorul german Robert Schumann a compus piesa Șeherezada, inclusă în ciclul de piese "Album pentru tineret" op. 68.
În 1888, compozitorul rus Nikolai Rimski-Korsakov finalizează Op. 35 Șeherezada, în patru părți, bazată pe patru din povestirile celor 1.001 Nopți: „Marea și corabia lui Sinbad", „Prințul Kalandar", „Tânărul prinț și tânăra prințesă" și „Sărbătoare la Bagdad".
Maurice Ravel a compus (1904) Trei poeme pentru voce și orchestră, pe versurile poetului Tristan Klingsor. 
Există mai multe musicaluri și operete, fie bazate pe o povestire anume, fie reconstituind atmosfera generală a cărții. Cele mai cunoscute sunt Chu Chin Chow (1916) și musicalul Kismet (1953), dincolo de nenumăratele musicaluri și pantomime după povestea lui Aladdin.
În 1990 a fost audiată în premieră La Noche de las Noches (span. „Noaptea nopților”), o lucrare pentru cvartet de coarde și instrumente electronice semnată de Ezequiel Viñao. Ea este bazată pe cartea lui Burton „Book of the Thousand Nights and a Night” (engl. „Cartea celor o mie și una de nopți”).
Compozitorul clujean Șerban Marcu a scris ciclul de cinci cântece pentru voce, clarinet și pian Șe - He - Re - Za - Da, pe versuri inedite de Elena Maria Șorban, progamate în Festivalul CIMRO Days, la Muzeul Național „George Enescu” (2015).
Muzica ușoară
În 1975, formația de rock progresiv Renaissance a lansat albumul Scheherazade and Other Stories (engl. „Șeherezada și alte povestiri”). A doua parte a acestui album este reprezentată de piesa „Song of Scheherazade” (engl. „Cântecul Șeherezadei”), o compoziție orchestrală rock.
În 1999, grupul power metal Kamelot a inclus în albumul The Fourth Legacy cântecul intitulat „Nights of Arabia”.
În 2003, grupul de nordic experimental indie pop When (Pedersen) a lansat albumul Pearl Harvest, în care sunt citate versuri din O mie și una de nopți.
În 2007, duetul japonez de muzică pop BENNIE K a lansat pe single piesa „1001 Nights”, însoțită de un videoclip conceput în jurul aceleiași teme. Tot în 2007, formația Finnish Symphonic Metal Nightwish a scris cântecul „Sahara”, prezent pe albumul Dark Passion Play.
În 2008 a luat ființă grupul australian metalcore Ebony Horse, botezat după o povestire din ciclu.

### Jocuri video
În 1990 EGA PC jocul de aventuri Quest for Glory II: Trial by Fire este bazat pe The Nights.
The Nights este baza pentru povestirea video jocului Sonic and the Secret Rings. În povestire, Sonic the Hedgehog este împins în povestire de către Shahra Duhul Inelului pentru a salva nopțile arabe ce sunt șterse de ticălosul duh Erazor. Duhul a fost cândva duhul lămpii din povestirea lui Aladdin și responsabilul ce l-a transformat pe Regele Solomon în schelet. Și alte lte caractere sunt preschimbate cum ar fi: Miles "Tails" Prower în locul lui Ali Baba, Knuckles the Echidnaîn locul lui Sinbad, și Doctorul Eggman în locul lui Regelui Shahryār.
Primul set de expansiune din Magic: The Gathering a fost "Arabian Nights (Magic: The Gathering)",conținând cărți bazate sau inspirate pe 1001 Nopți Acesta include cartea numită "Shahrazad" ce cere ca doi jucători să joace un joc separat inclus în jocul principal.
Jordan Mechner s-a bazat pe The Nights in populara serie Prince of Persia.
The Magic of Scheherazade își preia titlul din protagonista poveștilor.
1,001 Nights, un joc de povestitori, proprietar Meguey Baker, ce pune jucătorii în roluri de curteni în palatul sultanului și le este interzis să abandoneze rolul din diferite motive. Cu trecerea timpului, schimbă turul la spus povești și se pedepsesc unul pe celălalt ca și diversele caractere din povestiri în timp ce încearcă să câștige favoruri la curte și să-și câștige libertatea.

## Sinbad marinarul

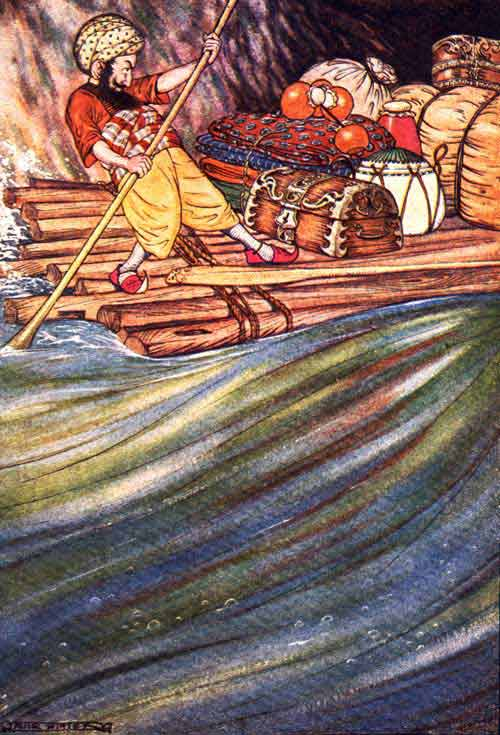
Sinbad: „După ce mi-am echilibrat perfect marfa pe plută...”. Desen de Milo Winter (1914)

Poveștile despre Sinbad sunt o adăugare relativ târzie la colecția celor O mie și una de nopți - ele nu figurează în cele mai vechi manuscrise din secolul al XIV-lea, și apar ca un ciclu independent în colecții din secolul al XVII-lea și al XVIII-lea. Prima asociere cunoscută a acestora este o colecție turcească din 1637.
Influențele includ epopeile homerice (deosebit de familiare în lumea de limbă arabă - au fost traduse în această limbă cu mult timp în urmă, începând cu secolul al VIII-lea d.Hr., la curtea califului al-Mahdi), Alexandria („Viața lui Alexandru Macedon”) de la sfârșitul secolului al III-lea / începutul secolului al IV-lea, și până la „Cartea animalelor” de Al-Jahiz din secolul al IX-lea, dar și multe surse „recente”, reflectând experiențele din secolul al XIII-lea ale marinarilor arabi care au înfruntat Oceanul Indian.
Întâmplările din ciclul Sinbad marinarul se petrec în timpul domniei califului abbasid Harun al-Rashid. Au apărut pentru prima dată în limba engleză ca povestea cu numărul 120 în volumul șase al traducerii cărții celor O mie și una de nopți a lui Sir Richard Francis Burton, în 1885.

### Film și televiziune
- ''Arabian Nights (1942) la Internet Movie Database
- 'Il Fiore delle mille e una notte (1974)' la Internet Movie Database
- Sinbad: Legend of the Seven Seas